# Ruptitermes
Indotermes es un género de termitas isópteras perteneciente a la familia Termitidae que tiene las siguientes especies:
1. Ruptitermes arboreus
2. Ruptitermes proratus
3. Ruptitermes reconditus
4. Ruptitermes silvestrii
5. Ruptitermes xanthochiton